# Papilio phorbanta
Papilio phorbanta је врста лептира из породице једрилаца (лат. Papilionidae).

## Станиште
Врста Papilio phorbanta има станиште на копну.

## Угроженост
Ова врста се сматра рањивом у погледу угрожености врсте од изумирања.